# Jackie Lewis
Jackie Lewis (n. 1 noiembrie 1936) este un fost pilot englez de Formula 1 care a evoluat în Campionatul Mondial între anii 1961 și 1962.
1. ↑  Jackie Lewis